# Diadema (zoologia)
Diadema Gray, 1825 è un genere di ricci di mare della famiglia Diadematidae.

## Descrizione
I ricci diadema sono caratterizzati da un piccolo guscio rotondo e da aculei cavi molto lunghi, con altri più corti e velenosi.

## Distribuzione e habitat
La specie di questo genere si trovano nei tre principali oceani del globo, soprattutto nelle regioni tropicali.

## Tassonomia
Comprende le seguenti specie:
- Diadema palmeri Baker, 1967
- Diadema savignyi (Audouin, 1829)
- Diadema setosum (Leske, 1778)
- Diadema antillarum Philippi, 1845
- Diadema paucispinum Agassiz, 1863
- Diadema mexicanum Agassiz, 1863
- Diadema ascensionis Mortensen, 1909
- Diadema africanum Rodríguez, Hernández, Clemente & Coppard, 2013

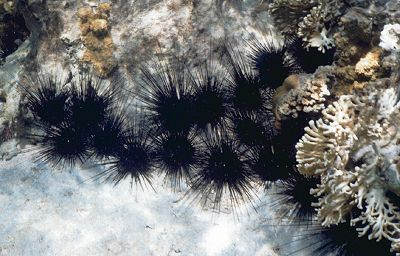
Diadema antillarum
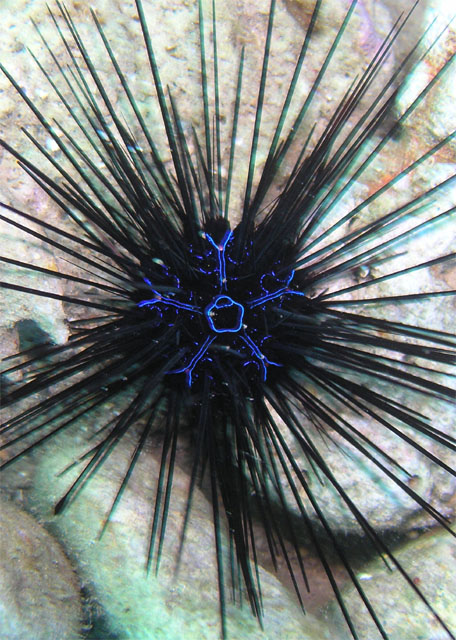
Diadema savignyi
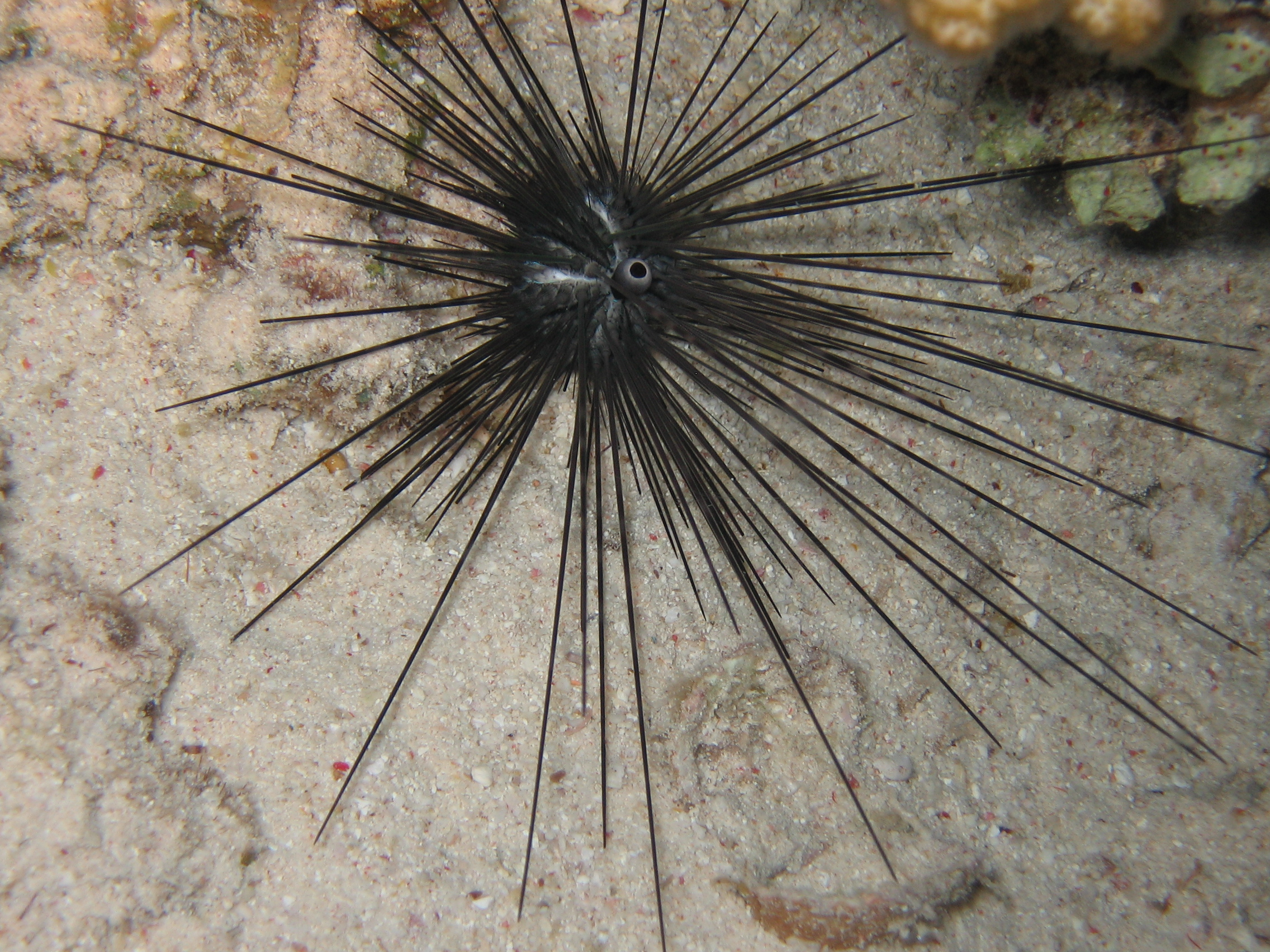
Diadema paucispinum
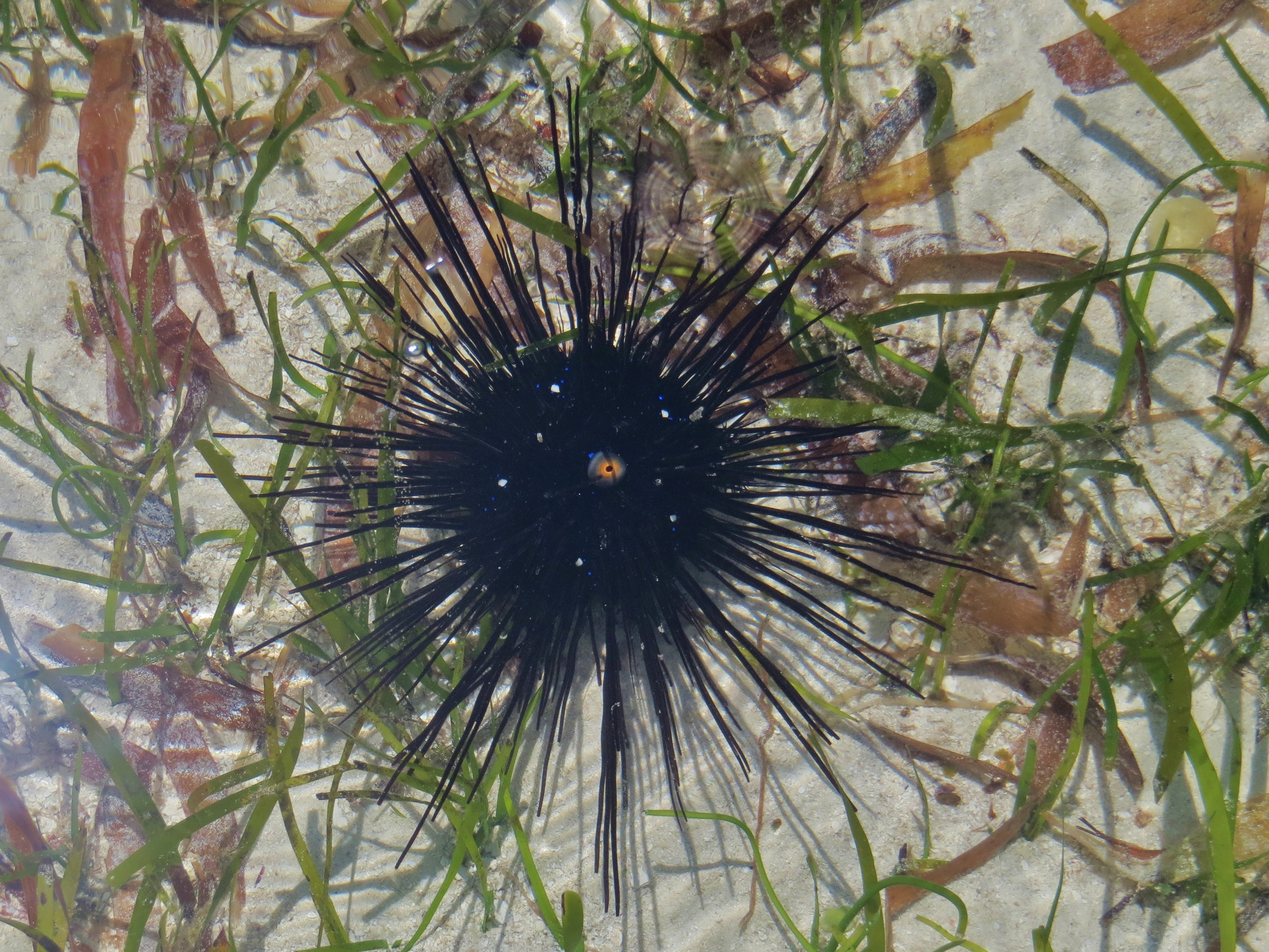
Diadema setosum